# Phalérie
Espèce
Phaleria bimaculata est un petit coléoptère de la famille des Tenebrionidae (genre Phaleria) des plages méditerranéennes que l’on peut trouver notamment en dessous des matières végétales en décomposition.
Les élytres de cette espèce présentent le plus souvent deux macules ; elles peuvent toutefois être réduites 
voire absentes.
http://www.naturamediterraneo.com/forum/topic.asp?TOPIC_ID=90280

## Liste des sous-espèces
Selon BioLib (17 juin 2016) :
- Phaleria bimaculata adriatica Rey, 1891
- Phaleria bimaculata bimaculata (Linnaeus, 1767)
- Phaleria bimaculata pontica Semenov, 1901